# جارت سايلر
جارت سايلر (بالإنجليزية: Garret Siler)‏ مواليد 25 أكتوبر 1986 في أوغستا، هو لاعب كرة سلة أمريكي بدأ مسيرته الاحترافية في سنة 2009 لعب في الرابطة الوطنية لكرة السلة والرابطة الصينية لكرة السلة والدوري الفنزويلي لكرة السلة كلاعب وسط وحمل الرقم 50. يبلغ طوله 6 قدم 11 بوصة (2.1 م).

## فرق لعب لها
- فينيكس صنز
- جيانغسو دراجونز

## إحصائيات المسيرة
| السنة   | الفريق     | لعب | بدأ | دقيقة | ميداني% | ثلاثية | حرة  | ارتداد | صنع | استلاب | تصدي | نقطة |
| ------- | ---------- | --- | --- | ----- | ------- | ------ | ---- | ------ | --- | ------ | ---- | ---- |
| 2010–11 | فينيكس صنز | 21  | 0   | 4.8   | .548    | .000   | .500 | 1.3    | .1  | .0     | .2   | 2.1  |
|         | المسيرة    | 21  | 0   | 4.8   | .548    | .000   | .500 | 1.3    | .1  | .0     | .2   | 2.1  |

## روابط خارجية
- جارت سايلر على موقع إن بي أي (الإنجليزية)
- جارت سايلر على موقع سبورتس رفرنس (الإنجليزية)
- جارت سايلر على موقع كرة السلة الأوروبية.كوم (الإنجليزية)
- جارت سايلر على موقع كرة السلة الأوروبية.كوم (الإنجليزية)
- جارت سايلر على موقع DraftExpress.com (الإنجليزية)
- جارت سايلر على موقع إي إس بي إن.كوم (الإنجليزية)
- جارت سايلر على موقع ريلجم (الإنجليزية)
- جارت سايلر على موقع بروبوليرز (الإنجليزية)
- جارت سايلر على موقع سبورتس رفرنس (الإنجليزية)
- جارت سايلر على موقع سبورتس رفرنس (الإنجليزية)